# Ломас, Стив
Стивен Мартин Ломас (англ. Stephen Martin "Steve" Lomas; 18 января 1974, Ганновер) — североирландский футболист, полузащитник известный по выступлениям за клубы «Манчестер Сити», «Вест Хэм Юнайтед» и сборную Северной Ирландии. С 2009 года работает тренером.
Ломас родился в немецком Ганновере, где был расквартирован его отец служивший в армии. До двух лет, перед переездом в Северную Ирландию, Стив жил в Гонконге.

## Клубная карьера
Ломас начал профессиональную карьеру в английском «Манчестер Сити». Он выступал за «Сити» на протяжении шести сезонов и был одним из лидером команды. Многим болельщикам Стив запомнился, когда в сезоне 1995/1996 забил гол в свои ворота в последнем туре против «Ливерпуля» и клуб вылетел в Чемпиошип по худшей разнице мячей.
В 1997 году Ломас перешёл в «Вест Хэм Юнайтед». Сумма трансфера составила 2,5 млн фунтов. 9 апреля в матче против «Мидлсбро» он дебютировал за новую команду. 3 декабря в поединке против «Кристал Пэлас» Стив забил свой первый гол за «молотобойцев». В 1999 году он помог команде выиграть Кубок Интертото. В общей сложности Ломас сыграл за «Вест Хэм» 227 матчей и забил 13 голов, а также был капитаном команды на протяжении четырёх сезонов.
В 2005 году контракт Стива закончился и он на правах свободного агента присоединился к «Куинз Парк Рейнджерс». Он провёл за рейнджеров два сезона, после чего подписал соглашение с клубом «Джиллингем». Ломас сыграл всего 8 матчей, а затем тренер Марк Стимсон выставил его на трансфер. В конце 2008 года контракт со Стивом был разорван. В начале 2009 года Ломас присоединился к клубу одной из региональных лиг «Сент Неотс Таун», в качестве играющего тренера.

## Международная карьера
В 1994 году Ломас дебютировал за сборную Северной Ирландии. 20 апреля в матче отборочного турнира чемпионата Европы 1996 года против сборной Лихтенштейна Стив забил свой первый гол за национальную сборную.

### Голы за сборную Северной Ирландии
| #   | Дата            | Место                                    | Противник   | Результат | Соревнование                       |
| --- | --------------- | ---------------------------------------- | ----------- | --------- | ---------------------------------- |
| 01. | 20 апреля 1994  | Уиндзор Парк, Белфаст, Северная Ирландия | Лихтенштйен | 4:1       | Чемпионат Европы 1996 квалификация |
| 02. | 14 февраля 2002 | Цирион Атлетик Центр, Лимасол, Кипр      | Польша      | 4:1       | Товарищеский матч                  |

## Достижения
Командные
«Вест Хэм Юнайтед»
- Обладатель Кубка Интертото: 1999